# Eremomela turneri
La eremomela de Turner (Eremomela turneri)
es una especie de ave paseriforme de la familia Cisticolidae propia de África central.

## Distribución y hábitat
Se lo encuentra en la República Democrática del Congo y el oeste de Kenia.
Su hábitat natural son los bosques húmedos tropicales. Se encuentra amenazado por pérdida de hábitat.